# El Camino (Album)
El Camino (dt. „der Weg“) ist das siebte Studioalbum des US-amerikanischen Rock-Duos The Black Keys. Es erschien am 2. Dezember 2011 bei Nonesuch Records. Bei den Grammy Awards 2013 wurde das Album als bestes Rock-Album ausgezeichnet.

## Entstehung und Veröffentlichung
Die Aufnahmen zum Album begannen Anfang März 2011. Aufnahmeort waren die Easy Eye Sound Studios in Nashville, welche kurz zuvor von Dan Auerbach eröffnet wurden, nachdem die Band von Akron nach Nashville gezogen war. Als Produzent und Songwriter fungierte neben der Band selbst Danger Mouse, der bereits zuvor die Black-Keys-Alben Attack & Release und Brother in dieser Funktion betreut hatte. Laut Aussage der Band war zu Beginn der Aufnahmen lediglich der Text zu Little Black Submarine vorbereitet worden, alle anderen Songs wurden während des Aufnahmeprozesses geschrieben. Die Aufnahmen wurden Ende Mai 2011 beendet.
Der Name des Albums ist spanisch für der Weg. Laut Aussage der Band sind sie auf den Titel gekommen, nachdem sie einen Chevrolet El Camino auf der Straße gesehen haben und den Namen mochten. Gleichzeitig soll der Name des Albums für den Werdegang der Band stehen, angefangen von kleinen Konzerten in ihrem Heimatort bis hin zum kommerziellen Erfolg.
Das Album erschien am 2. Dezember 2011. Bereits eine Woche vorher wurde das Album ohne Wissen der Band im Internet geleakt, woraufhin die Band fünf Songs aus El Camino auf ihrer Website zum legalen Download zur Verfügung stellte. Eine remasterte Version erschien zum 10-jährigen Jubiläum des Albums am 5. November 2021. Neben dem eigentlichen Album waren verschiedene Konzertmitschnitte und Fanartikel in dem Paket enthalten.

## Artwork
Das Albumcover wurde von Michael Carney entworfen. Das Bild zeigt einen Chrysler Voyager im Seitenprofil, der auf einem Parkplatz steht. Der Minivan soll dabei an die Anfänge der Band erinnern, als die Black Keys über ein Jahr lang in einem Plymouth Voyager auf Tournee gingen, welcher ein Schwestermodell des abgebildeten Autos ist.
Das Booklet enthält weitere Fotografien von Minivans, neben einem Chevrolet Lumina APV sind Modelle der Hersteller Ford, Dodge und Chrysler abgebildet. Der Chrysler vom Albumcover hatte außerdem einen Auftritt in einem Promotionsvideo zum Album, welches eine Parodie auf die Werbung von US-amerikanischen Gebrauchtwagenhändlern darstellt. Die Hauptrolle in dem Spot übernahm Bob Odenkirk.

## Titelliste
1. Lonely Boy – 3:13
2. Dead and Gone – 3:41
3. Gold on the Ceiling – 3:44
4. Little Black Submarines – 4:11
5. Money Maker – 2:57
6. Run Right Back – 3:16
7. Sister – 3:25
8. Hell of a Season – 3:45
9. Stop Stop – 3:29
10. Nova Baby – 3:27
11. Mind Eraser – 3:14

## Beteiligte Musiker

### The Black Keys
- Dan Auerbach: Gesang, Gitarre
- Patrick Carney: Schlagzeug

### Weitere Personen
- Danger Mouse: Keyboard
- Leisa Han: Gesang
- Heather Rigdon: Gesang
- Ashley Wilcoxson: Gesang

## Rezeption

### Kritiken
Von Musikkritikern wurde El Camino überwiegend sehr positiv aufgenommen. Auf Metacritic erhält das Album eine aggregierte Bewertung von 84 %, welche auf 37 Rezensionen basiert und dem Prädikat “universal acclaim” (dt. „allgemeine Anerkennung“) entspricht.
Die volle Punktzahl vergibt die Los Angeles Times. Kritiker Randall Roberts nennt El Camino das „Rock-Album der Jahre 2011 oder 2012“ und lobt den Fokus auf klassische Rock-Elemente, wodurch sich das Album auf das Wesentliche konzentriere und somit viele Leute ansprechen werde. Auch Michael Hann vom Guardian verteilt die höchste Bewertung. Für ihn fällt positiv auf, dass sich die Black Keys vermehrt an verschiedene Sub-Genres des Rocks wagen und diese alle zu beherrschen scheinen. Mit The Independent vergibt eine weitere Zeitung die volle Punktzahl. Für Andy Gill besitze das Album keine schwachen Songs und sei somit das energiereichste Rock-Album des Jahres. Insgesamt besitze das Album einem klaren roten Faden, was seiner Meinung nach auch ein Verdienst des Produzenten Danger Mouse sei.
Stephen Thomas Erlewine von AllMusic ist der Meinung, dass das Album klar auf Rockmusik ausgerichtet sei, ohne große Umwege zu gehen. Dennoch mache es großen Spaß jeden einzelnen Song des Albums anzuhören, weswegen er vier von Fünf möglichen Sternen vergibt. Dieselbe Bewertung erhält El Camino von der BBC. Für Kritiker Mark Beaumont sei das Album insbesondere durch die Verschmelzung verschiedener Subgenres gelungen, einige Titel würden jedoch merklich unter dem allgemeinen Niveau des Albums liegen.
Im deutschsprachigen Raum erhält El Camino unter anderem von Laut.de vier von fünf möglichen Sternen. Auch Kai Butterweck erkennt einen klaren Wandel der Band hin zur Rockmusik, was ihr sehr gut liegen würde. Für den Rolling Stone verteilt Torsten Groß dieselbe Note. Seiner Meinung nach sei das Album wesentlich massentauglicher als seine Vorgänger, trotzdem habe die Band ein sehr gutes Rock-Album herausgebracht. Auf Plattentests.de erhält El Camino sieben von zehn möglichen Punkten. Kritikerin Jennifer Depner meint, dass die Band einen Kompromiss zwischen ihren Wurzeln und einer Massentauglichkeit gefunden habe. Mit der Platte könnte die Band einige alte Fans verlieren, würde jedoch auch einige neue hinzugewinnen. Etwas kritischer äußerte sich Frank Sawatzki für den Musikexpress. Seiner Meinung nach konnte die Erwartungshaltung nicht vollständig erfüllt werden. So strahle das Album zwar Retro-Vibes aus, wirke teilweise aber zu glattgebügelt. In der Endabrechnung wird El Camino mit drei von sechs Sternen bewertet.

### Preise
Bei den Grammy Awards 2013 wurde El Camino als bestes Rock-Album des Jahres ausgezeichnet, außerdem war es in der Kategorie für das Album des Jahres nominiert, musste sich aber Babel von Mumford & Sons geschlagen geben. Die erste Singleauskopplung, Lonely Boy gewann mit den Grammys für die beste Rock-Darbietung sowie für den besten Rocksong gleich zwei Auszeichnungen und war außerdem in der Hauptkategorie Aufnahme des Jahres nominiert. Hier waren letzten Endes Gotye und Kimbra mit ihrer Single Somebody That I Used to Know erfolgreich. Die Band spielte diesen Song außerdem während der Preisverleihung und wurde dabei von dem Blues-Musiker Dr. John begleitet.
Bei den BRIT Awards 2013 wurde die Band als beste internationale Gruppe prämiert, wobei die Veröffentlichung von El Camino hierfür ausschlaggebend war.
Auch von Musikkritikern wurde das Album in verschiedene Bestenlisten gewählt. Der Rolling Stones listete El Camino auf Platz 12 der 50 besten Alben des Jahres 2011. Für die Musikredaktionen der Washington Times sowie des Time Magazines gehörte das Album jeweils zu den zehn besten Veröffentlichungen des Jahres. Auch bei AllMusic wurde El Camino unter den 50 besten Alben des Jahres 2011 aufgelistet. Im deutschen Sprachraum wählten die Leser des Musikmagazins Visions El Camino auf Platz 173 der 300 besten Alben aller Zeiten.

## Musikvideos
Insgesamt wurden zu drei Singleauskopplungen Musikvideos veröffentlicht.
Das Video zu Lonely Boy erschien am 26. Oktober 2011, Regie führte Jesse Dylan. Zu sehen ist der Schauspieler, Musiker und Security-Guard Derrick T. Tuggle, welcher zu dem Lied tanzt und Playback singt. Laut Eigenaussage wurde ein vollständiges Musikvideo gedreht, die Band war jedoch mit dem Endergebnis unzufrieden. Neben dem eigentlichen Video wurde zusätzlich das Video mit Tuggle, der als Statist anwesend war, in einem One Take gedreht und anschließend für das Video verwendet.
Zur Single Gold on the Ceiling existieren zwei verschiedene Videos. Bei der ersten Version führte Reid Long Regie, das Video feierte am 6. Februar 2012 Premiere. Zu sehen sind sowohl Ausschnitte aus Live-Auftritten der Band als auch einzelne Szenen aus dem Backstage-Bereich. Die zweite Variante erschien am 1. Juni 2012, für die Regie war Harmony Korine verantwortlich. Das Video ist technisch bewusst in einem Retro-Stil gehalten und zeigt die Band als Babys verkleidet, welche von ihren Doppelgängern in einer Babytrage gehalten werden.
Das Video zur Single Little Black Submarines zeigt erneut den Mitschnitt eines Live-Konzertes der Band. Als Location diente die Spelunke Springwater Supper Club & Lounge in Nashville. Verantwortlicher Regisseur war Danny Clinch, das Video wurde am 4. September 2012 veröffentlicht.

## Singleauskopplungen
Die erste Singleauskopplung des Albums, Lonely Boy, kam in Australien (Platz 2), Neuseeland (Platz 7), Flandern (Platz 13), Frankreich und Kanada (jeweils Platz 33), den USA (Platz 64) sowie in Großbritannien und den Niederlanden (jeweils Platz 80) in die jeweiligen Single-Charts.
Auch Gold on the Ceiling erreichte mit Platz 34 in Australien, Platz 51 in Kanada, Platz 57 in Großbritannien und Platz 94 in den USA die Charts.
Mit Little Black Submarines konnte ein weiterer Songs in die Charts einsteigen, dies geschah aber lediglich mit Platz 54 in Kanada sowie Platz 77 in den Niederlanden.

## Kommerzieller Erfolg

### Chartplatzierungen
Die besten Chartplatzierungen erreichte El Camino in Neuseeland und den Vereinigten Staaten, wo das Album jeweils auf den zweiten Platz klettern konnte. Weitere Top-Ten-Platzierungen konnten in Australien, Flandern und Kanada (jeweils Platz 3), Großbritannien (Platz 6), Spanien (Platz 7), Portugal (Platz 9) sowie den Niederlanden (Platz 10) erreicht werden. Des Weiteren stieg El Camino mit Platz 11 in Norwegen, Platz 16 in Dänemark, Platz 18 in Finnland und der Schweiz, Platz 21 in Frankreich, Platz 24 in Wallonien, Platz 27 in Deutschland, Platz 29 in Italien und Ungarn, Platz 44 in Schweden, Platz 52 in Österreich sowie Platz 86 in Mexiko in die Charts ein.
| ChartsChartplatzierungen       | Höchstplatzierung | Wochen |
| ------------------------------ | ----------------- | ------ |
| Deutschland (GfK)              | 27 (14 Wo.)       | 14     |
| Österreich (Ö3)                | 52 (15 Wo.)       | 15     |
| Schweiz (IFPI)                 | 18 (37 Wo.)       | 37     |
| Vereinigte Staaten (Billboard) | 2 (100 Wo.)       | 100    |
| Vereinigtes Königreich (OCC)   | 6 (81 Wo.)        | 81     |

| ChartsJahrescharts (2012)      | Platzierung |
| ------------------------------ | ----------- |
| Schweiz (IFPI)                 | 99          |
| Vereinigte Staaten (Billboard) | 10          |
| Vereinigtes Königreich (OCC)   | 38          |

| ChartsJahrescharts (2013)      | Platzierung |
| ------------------------------ | ----------- |
| Vereinigte Staaten (Billboard) | 79          |

### Auszeichnungen für Musikverkäufe
| Land/Region                  | Auszeichnungen für Musikverkäufe (Land/Region, Auszeichnung, Verkäufe) | Verkäufe  |
| ---------------------------- | ---------------------------------------------------------------------- | --------- |
| Australien (ARIA)            | 2× Platin                                                              | 140.000   |
| Belgien (BRMA)               | Gold                                                                   | 10.000    |
| Dänemark (IFPI)              | Gold                                                                   | 10.000    |
| Frankreich (SNEP)            | Platin                                                                 | 100.000   |
| Irland (IRMA)                | Platin                                                                 | 15.000    |
| Italien (FIMI)               | Platin                                                                 | 50.000    |
| Kanada (MC)                  | 4× Platin                                                              | 320.000   |
| Neuseeland (RMNZ)            | 4× Platin                                                              | 60.000    |
| Niederlande (NVPI)           | Gold                                                                   | 25.000    |
| Norwegen (IFPI)              | Gold                                                                   | 10.000    |
| Spanien (Promusicae)         | Gold                                                                   | 20.000    |
| Vereinigte Staaten (RIAA)    | 2× Platin                                                              | 2.000.000 |
| Vereinigtes Königreich (BPI) | Platin                                                                 | 300.000   |
| Insgesamt                    | 5× Gold · 16× Platin ·                                                 | 3.060.000 |